# Аксел Ирсу
Аксел Ирсу (на френски: Axel Hirsoux; роден на 26 септември 1982 г. в Ла Естър) е белгийски певец, тенор.

## Кариера
Работи в сферата на образованието. Участва в някои музикални състезания, в това число и реалити шоуто „Стар Академи“. През 2007 г. получава възможността да пее на една сцена с Елен Сегара. През 2010 г. участва в концерт в памет на Грегори Льомаршал.
През 2013 г. взема участие в „Гласът на Белгия“, където отпада във втория кръг.
Играе роли в мюзикълите „Парижката Света Богородица“ и „Ромео и Жулиета“.

## „Eвровизия“
Фен на песенния конкурс, през 2011 г. Аксел издава кавър на песента на Том Дайс за „Евровизия 2010“ „Me and my Guitar“. Записва своя собствена версия на песента-победител на „Евровизия 2012“ „Euphoria“. Става част от професионалното белгийско жури на „Евровизия 2013“.
На прослушванията на белгийската селекция през 2014 г. изпълнява „Tu Te Reconnaîtras“ на Ан-Мари Давид, спечелила „Евровизия 1973“, и получава позитивна оценка от самата певица. През март 2014 г. печели селекцията с песента „Mother“ и излиза на сцената на конкурса в първи полуфинал, който обаче не успява да премине.

## Личен живот
В интервю за списание OUTtv през 2014 г. се споменава, че има сключен брак с мъж.